# Charles Rogers (football américain)
Pour les articles homonymes, voir Charles Rogers et Rogers.
(en) Statistiques sur pro-football-reference
Charles Benjamin Rogers (né le 23 mai 1981 à Saginaw dans l'État du Michigan aux États-Unis et mort le 11 novembre 2019 à Fort Myers) est un sportif professionnel américain de football américain qui a joué au poste de wide receiver dans la National Football League (NFL) de 2003 à 2005.

## Biographie

### Jeunesse
Rogers est né à Saginaw dans le Michigan le 23 mai 1981. À l'âge de six ans, Rogers doit vivre avec son grand-père, sa mère purgeant une peine d'un an de prison. Il en va de même au cours de ses études secondaires, sa mère travaillant de nuit. Au lycée de Saginaw, Rogers pratique le football américain, le basket-ball et l'athlétisme. En football américain, il est sélectionné à trois reprises dans l'équipe type de son État. En athlétisme, lors de sa dernière année au lycée, il remporte le titre d'État au 400 mètres devançant son équipier en NFL Carl Ford (en).

### Carrière universitaire
Rogers joue au niveau universitaire pour les Spartans de l'université d'État du Michigan où il excelle (2001-2002). Rogers établit le record de cette université du plus grand nombre de touchdowns inscrits en carrière avec 27 touchdowns battant l'ancien Spartans wide receiver et légende du baseball Kirk Gibson. Il détient également le record du plus grand nombre de yards gagnés en réceptions sur un match avec 270 yards et bat également le record NCAA détenu par Randy Moss avec 13 matchs consécutifs avec au moins un touchdown inscrit en réception.
Au cours de sa saison senior en 2002, il totalise 68 réceptions pour un gain total de 1 351 yards et 13 touchdowns. Il remporte ainsi le Fred Biletnikoff Award décerné au meilleur receveur de la NCAA et le trophée Paul Warfield (en) décerné au joueur le plus remarquable de la saison. Il est de plus sélectionné dans l'équipe All-America à l'unanimité.

### Carrière professionnelle
Rogers est sélectionné en 2e choix global lors du premier tour de la draft 2003 de la NFL par les Lions de Détroit, une place avant le WR de l'université de Miami, Andre Johnson,.
En tant que rookie en 2003, Rogers a joué cinq matchs, réussissant 22 réceptions pour un gain cumulé de 243 yards et trois touchdowns. Après avoir subi une fracture de la clavicule lors d'une collision avec Dré Bly à l'entraînement, Rogers doit faire l'impasse sur le reste de la saison 2003,. En 2004, Rogers ne participe qu'à trois snaps lors du match d'ouverture de la saison avant de quitter le match à la suite d'une blessure révélant une nouvelle fracture de la clavicule, ce qui met à nouveau prématurément fin à sa saison,. Rogers ayant été assez affecté par cette situation décide de rentrer chez lui. Il commencé à consommer de la marijuana et d’autres drogues non spécifiées pour accélérer son rétablissement.
En 2005, Rogers est suspendu pour quatre matchs pour avoir violé la politique antidopage de la ligue. Les Lions de Détroit déclarent également que, le temps passé par Rogers loin de l'équipe à la suite de ses blessures et ses récentes infractions liées à la drogue, violaient les termes de son contrat. Rogers a ainsi dû rembourser les 10 millions de dollars de sa prime à la signature signature aux Lions,. Limité à neuf matchs en 2005, Rogers terminé la saison avec 197 yards en 14 réceptions pour un touchdown.
Après trois saisons, n'ayant participé qu'à 15 matchs et n'ayant réussit que 36 réceptions, il est libéré par les Lions peu avant le début de la saison 2006, le nouvel entraîneur Rod Marinelli estimant de plus que son éthique de travail ne cadrait pas avec l'équipe.
Rogers effectue ensuite quelques tests chez les Dolphins de Miami, aux Patriots de la Nouvelle-Angleterre et chez les Buccaneers de Tampa Bay en 2006 mais aucune franchise ne le signe. Ses tests sur le sprint de 40 yards sont décevants (4,8 secondes) alors qu'il parvenait à le courir en 4,4 secondes au meilleur de sa forme. Il n'est plus jamais engagé et est considéré comme un des plus gros échecs de la draft de la NFL,.

## Statistiques

### NCAA
| Année  | Équipe                     | MJ |     | Passes réceptionnées | Passes réceptionnées | Passes réceptionnées | Passes réceptionnées |       | Courses | Courses | Courses | Courses |
| Année  | Équipe                     | MJ | Nb. | Yards                | Moy.                 | TD                   | Nb.                  | Yards | Moy.    | TD      |         |         |
| 2001   | Spartans de Michigan State | 12 | 67  | 1 470                | 21,9                 | 14                   | 4                    | 36    | 09,0    | 1       |         |         |
| 2002   | Spartans de Michigan State | 12 | 68  | 1 351                | 19,9                 | 13                   | 6                    | 74    | 12,3    | 0       |         |         |
| Totaux | Totaux                     | 24 | 135 | 2 821                | 20,9                 | 27                   | 10                   | 110   | 11,0    | 1       |         |         |

### NFL
| Année  | Équipe           | MJ     |     | Passes réceptionnées | Passes réceptionnées | Passes réceptionnées | Passes réceptionnées |       | Courses | Courses | Courses | Courses |  | Fumbles | Fumbles |
| Année  | Équipe           | MJ     | Nb. | Yards                | Moy.                 | TD                   | Nb.                  | Yards | Moy.    | TD      | Nb.     | Perdus  |  |         |         |
| 2003   | Lions de Détroit | 5      | 22  | 243                  | 11,0                 | 3                    | 2                    | 17    | 8,5     | 0       | 0       | 0       |  |         |         |
| 2004   | Lions de Détroit | 1      | 0   | 0                    | 00,0                 | 0                    | -                    | -     | -       | -       | 0       | 0       |  |         |         |
| 2005   | Lions de Détroit | 9      | 14  | 197                  | 14,1                 | 1                    | -                    | -     | -       | -       | 0       | 0       |  |         |         |
| Totaux | Totaux           | Totaux | 36  | 440                  | 12,2                 | 4                    | 2                    | 17    | 8,5     | 0       | 0       | 0       |  |         |         |

## Vie privée et déboires judiciaires
Rogers est le père de huit enfants qu'il a eu avec quatre femmes différentes. Il avait déjà eu deux enfants avant de terminer ses études universitaires.
Il est arrêté en septembre 2008 et est accusé de voies de faits sur sa petite amie, Naija Washington mais les charges sont abandonnées par la suite.
En décembre 2008, Rogers est condamné avec sursis pour prise de produits interdits après avoir été contrôlé positif au Vicodin. En mars 2009, il est incarcéré pour violation de sa probation. Le 16 septembre 2009, Charles Rogers est de nouveau arrêté à Novi dans le Michigan pour conduite sous influence d'alcool après avoir été trouvé endormi au volant de sa voiture par la police. Il est de nouveau arrêté à Novi le 5 janvier 2010. Il s'était évanoui après avoir bu dans un restaurant, violant à nouveau les conditions imposées par le tribunal avant sa dernière libération. Il sera condamné à 93 jours de prison.
En août 2009, lors d'une interview sur ESPN, Charles Rogers admet qu'il n'avait pas seulement été dépendant au Vicodin mais qu'il avait également fumé régulièrement de la marijuana. Il avait été testé positif à deux reprises à la marijuana alors qu'il était à Michigan State. De plus, lors du NFL Scouting Combine, un contrôle avait détecté trop d'eau dans son système. Il a déclaré à ce propos avoir recommencé à fumer de la marijuana journellement pour faire face à la douleur occasionnée par sa deuxième blessure à la clavicule. Il ajoute que sa mauvaise vie avait contribué à son déclin en NFL, qu'il avait été un peu gourmand, que les filles avaient joué un rôle également, bref qu'il avait « merdé », aussi simple que ça. (« I got a little greedy. The girls played a part in it. »  « I fucked up. Point blank, simple. ».
Rogers est condamné par un juge à reverser 6,1 millions de $ sur les 9,1 millions de $ reçus comme bonus à la signature pour son contrat avec les Lions, le juge souscrivant à l'affirmation des Lions selon laquelle il avait violé son contrat en consommant de la drogue.
Le 3 décembre 2011, Charles Rogers est intercepté par la police de l'État du Michigan à Saginaw, à proximité du croisement des routes reliant Dearborn et Fayette. La police retrouve dans sa voiture une sorte de bouteille qui aurait pu contenir de l'alcool. Il n'est cependant pas arrêté par le juge et la police le libère.
Le 11 novembre 2019, Rogers décède à Fort Myers à l'âge de 38 ans à la suite d'une insuffisance hépatique,. On lui avait diagnostiqué un cancer du foie qui aurait nécessité la transplantation d'un organe sain.